# Граф Ерн

Герб графів Ерн.

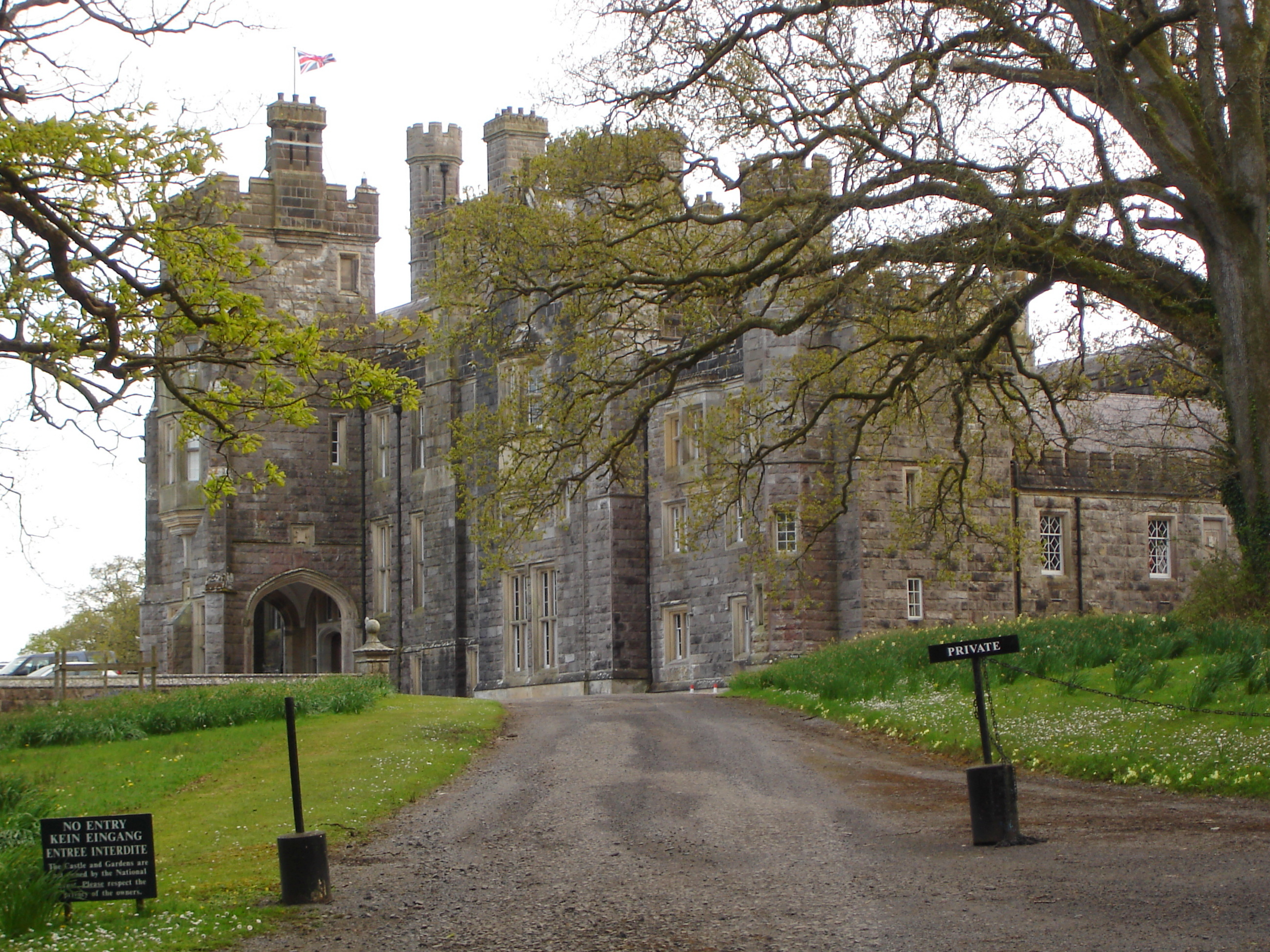
Замок Кром.

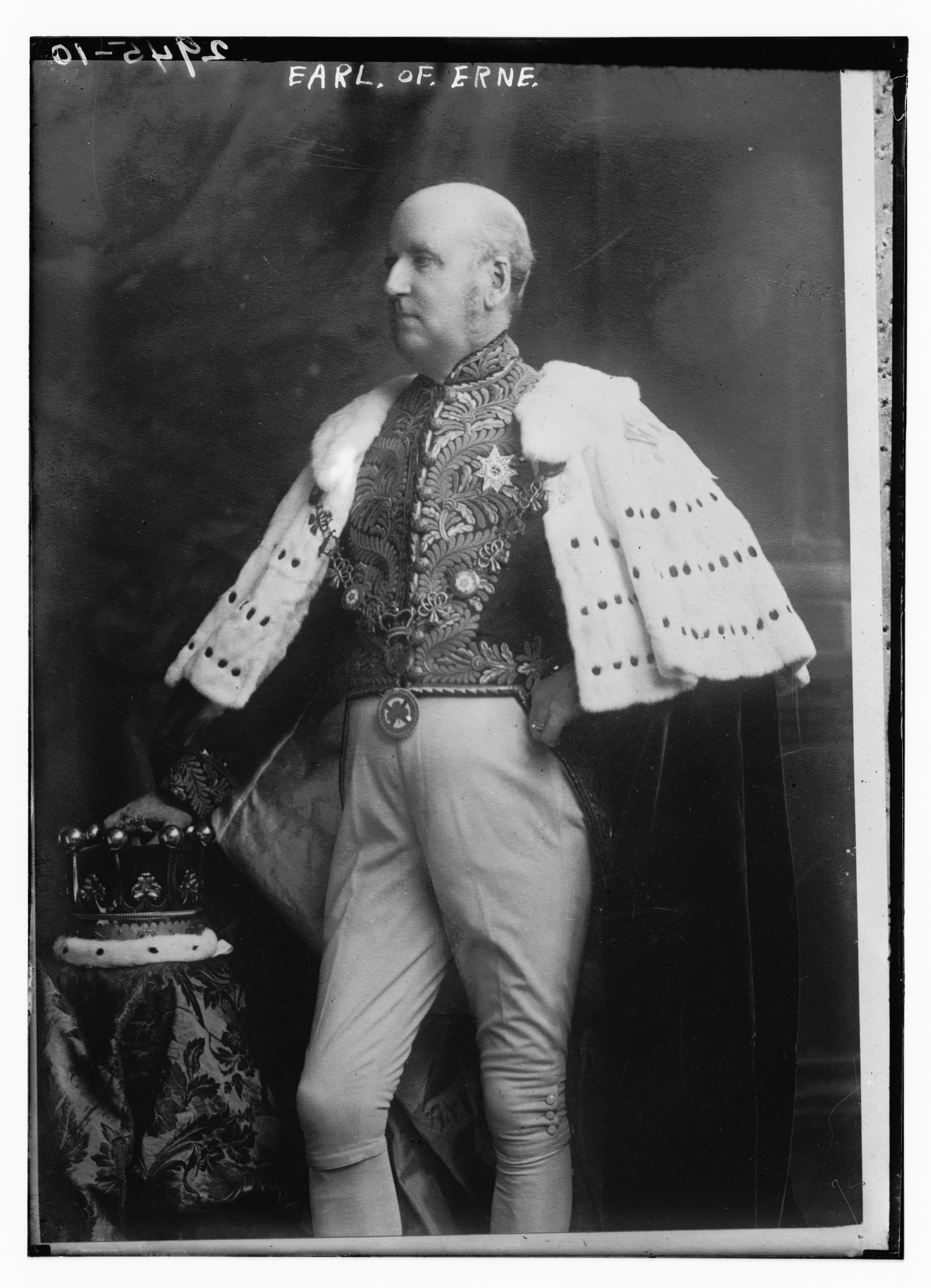
Джон Генрі Крайтон (1839—1914) — IV граф Ерн.

Граф Ерн (англ. — Earl Erne) — аристократичний титул в перстві Ірландії.

## Гасло графів Ерн
God send grace — «Боже, пошли благодать» (англ.)

## Історія графів Ерн
Титул граф Ерн із замку Кром, що в графстві Фермана був створений в перстві Ірландії в 1789 році для Джона Крейтона — ІІ барона Ерн. Він був відомий як лорд Ерн, був депутатом Палати громад парламенту Ірландії і представляв Ліффорд. На той час він вже був нагороджений титулом віконт Енр із замку Кром, що в графстві Фермана в 1781 році теж в перстві Ірландії. Після створення Об'єднаного Королівства Великобританії та Ірландії він був депутатом Палати лордів парламенту в 1800—1828 роках і представляв Ірландію. Лорд Ерн одружився перший раз з Кетрін Говард — дочкою преосвященного Роберта Говарда у 1761 році. Після її смерті в 1775 році він одружився вдруге з леді Мері Керолайн Герві — дочкою Фредеріка Августа Герві — IV графа Брістоль в 1776 році. Але згодом пара розлучилася. Він помер у вересні 1828 року, і його титул змінив його старший син Абрахам, який був визнаний божевільним з 1798 року. Його дочка від другої дружини Єлизавета вийшла заміж за І барона Ворнкліф.
Титул барона Ерн із замку Кром, що в графстві Фермана був створений в перстві Ірландії в 1768 році для його батька Абрахама Крейтона. Абрахам був єдиним сином Девіда Крейтона із замку Кром та Кетрін Саутвелл — дочки Річарда Саутвелла. Абрахам Крейтон одружився з Елізабет Роджерсон — старшою дочкою Джона Роджерсона, лорда-головного судді Ірландії, та Елізабет Ладлоу. В Абрахама та Кетрін було четверо дітей — двоє синів і дві дочки. Абрахам Крейтон був великим землевласником в графстві Фермана. Крім того, він мав бізнес пов'язаний з банківською справою. Він був депутатом Палати громад парламенту Ірландії в 1728—1768 роках і представляв Ліффорд.
Титул графа успадкував старший син Джона Крейтона — Абрахам Крейтон, що став ІІ графом Ерн. Він був старшим сином І графа Ерна та його першої дружини Кетрін Говард. Між 1790 і 1798 роками він представляв Ліффорд в Ірландській палаті громад. У Дубліні він був членом клубу «Кілдер-стріт». У листопаді 1798 року Авраама визнали божевільним. Потім він перебував у в'язниці в Брук-Хаус в Лондоні наступні сорок років. Після смерті свого батька в 1828 році Абрахам став другим графом Ерн, хоча все ще був ув'язненим і офіційно божевільним. Він помер у 1842 році, через кілька місяців після смерті другої дружини свого батька леді Мері Герві — дочки IV графа Брістоль — єпископа церкви Ірландії в графстві Деррі. Лорд Ерн був неодружений і не мав нащадків. Титул і маєтки, включаючи замок Кром, перейшли до його племінника Джона Крейтона. Згодом третій граф змінив написання прізвища на Крайтон, що дотепер зберігається графом Ерн.
Після смерті Абрахама Крейтона титул успадкував його племінник Джон Крайтон, що став ІІІ графом Ерн. Він був старшим сином підполковника Джона Крейтона — губернатора замку Герст і його дружини Джейн Велдон — дочки Волтера Велдона. Серед братів і сестер Джона був майор Генрі Крайтон (одружився з Елізабет Хокшоу), підполковник Семюел Крайтон, Джейн Енн Крайтон (дружина Роберта Фаулера — старшого сина преподобного Роберта Фаулера — єпископа Оссорі), леді Кетрін Крайтон (дружина преподобного Френсіса Сондерсона Рурала), леді Гелен Крайтон, леді Шарлотта Крайтон, леді Мері Крайтон (дружина преподобного Джона Х. Кінга). Дідом Джона Крайтона по батьковій лінії був Джон Крейтон — І граф Ерн, а бабусею Кетрін Говард (сестра І віконта Віклоу). Джон Крайтон був депутатом парламенту Об'єднаного Королівства в 1845—1885 роках і представляв Ірландію. Крім того він отримав посаду лорд-лейтенанта графства Фермана. У 1876 році він отримав титул барона Фермана з Ліснаскеа в перстві Об'єднаного Королівства. Це дало йому автоматично право бути депутатом Палати лордів парламенту. До цього титул баронеси Фермана був створений для Мері Верні 13 червня 1792 році, але тоді цей титул зник після її смерті 15 листопада 1810 року. ІІІ граф Ерн відомий в історії як роботодавець капітана Чарльза Бойкота, чиє несправедливе поводження з орендарями землі та робітниками в маєтках графа Енр в графстві Мейо спричинило соціальний конфлікт в результаті якого виник термін бойкот. 6 липня 1837 року лорд Ерн одружився з Селіною Грізельдою Бересфорд — другою дочкою преподобного Чарльза Кобба Бересфорда — ректора Термонмагірка та Амелії Монтгомері (дочка сера Вільяма Монтгомері — І баронета Монтгомері). У них були діти:
- Леді Луїза Енн Кетрін Крайтон (1838—1866), що померла неодруженою.
- Джон Генрі Крайтон — IV граф Ерн (1839—1914), що одружився з леді Флоренс Мері Коул — дочкою ІІІ графа Енніскіллен.
- Шановний Чарльз Фредерік Крайтон (1841—1918), що одружився з леді Меделін Олівією Сьюзан Тейлор — старшою дочкою ІІІ маркіза Гедфорта та Амелії Томпсон (єдина дитина лорда-мера Лондона Вільяма Томпсона) у 1873 році.
- Шановний Сер Генрі Джордж Луїс Крайтон (1844—1922) — ад'ютант короля Едуарда VII. Він одружився з Летицією Грейс Коул-Гамільтон — третьою дочкою майора Артура Віллоубі Коул-Гамільтона в 1869 році. Після її смерті в 1888 році він одружився з леді Еммою Берінг, єдиною дочкою І графа Нортбрук у 1890 році. Лорд Ерн помер у жовтні 1885 року у віці 83 років, і його змінив його старший син Джон, який став міністром консервативного уряду.

Лорд Ерн змінив написання свого прізвища з Крейтон та Крайтон. Титул успадкував його син Джон Генрі Крайтон, що став IV графом Ерн. Він став відомим політиком, належав до партії консерваторів (торі), отримав посаду лорда фінансів у другій консервативній адміністрації Бенджаміна Дізраелі. Отримав посаду лорд-лейтенанта графства Фермана. Він був призначений Верховним шерифом графства Донегал у 1867 році. Потім він був обраний до Палати громад від Енніскіллен в 1868 році, це місце депутата він займав до 1880 року, а потім представляв Фермана з 1880 по 1885 рік. Між 1876 і 1880 роками він служив лордом Казначейства в консервативної адміністрації Бенджаміна Дізраелі. У жовтні 1885 року він успадкував титул графа від свого батька, увійшов до палати лордів, а також служив лордом-лейтенантом графства Фермана з 1885 по 1914 рік. У 1889 році він став кавалером ордена Святого Патрика, був призначений до Таємної ради Ірландії в списку коронаційних відзнак 1902 року. був приведений до присяги як лордом-лейтенант Ірландії, граф Кадоган в Дублінському замку 11 серпня 1902 року. 28 грудня 1870 року лорд Ерн одружився з леді Флоренс Мері Коул — дочкою Вільяма Віллоубі Коула — ІІІ графа Енніскіллен і його дружини Джейн Касамайджор (дочка Джеймса Касамайджора). У них були діти:
- Генрі Вільям Крайтон (1872—1914) — віконтом Крайтон, що одружився з леді Мері Кавендіш Гросвенор — дочкою Кетрін Кавендіш (третя дочка ІІ барона Чешема) і Х'ю Гросвенора — І герцог Вестмінстер. Після його смерті в 1914 році леді Мері одружилася з полковником Елджерноном Френсісом Стенлі (син Фредеріка Стенлі, XVI графа Дербі).
- Сер Джордж Артур Чарльз Крайтон (1874—1952), що в 1913 році одружився з леді Мері Августою Доусон — другою дочкою Весі Доусона — ІІ графа Дартрі та Джулії Вомбвелл (старша дочка сера Джорджа Вомбвелла — IV баронета). Він служив контролером офіса лорда-камергера, конюхом королів Георга V, Едуарда VIII і Георга VI, а також реєстратором і секретарем Центральної канцелярії лицарських орденів.
- Артур Оуен Крайтон (1876—1970), що одружився з Кетрін Гелен Елізабет Трефусіс — третьою дочкою полковника Волтера Родольфа Трефусіса (син Чарльза Трефусіса, ХІХ барона Клінтон) і леді Мері Монтегю-Дуглас-Скотт (дочка Уолтера Монтегю-Дуглас-Скотта — V герцога Бакклю) у 1906 році.
- Джеймс Арчібальд Крайтон (1877—1956)
- Леді Мейбл Крайтон (1882—1944), одружилася з лордом Г'ю Гросвенором, шостим сином І герцога Вестмінстер. Після того, як лорд Г'ю був убитий під час Першої світової війни, вона пошлюбила майора Роберта Гамільтона Стаббера — сина Роберта Гамільтона-Стаббера, у 1920 році. 31 жовтня 1914 року його старший син Генрі, майор Королівської кінної гвардії, загинув у бою у віці 42 років під час Великої війни і був похований на британському кладовищі у Фландрії. Лише через місяць лорд Ерн помер 2 грудня 1914 року у віці 75 років, і його титул успадкував його семирічний онук Джон, його старший син помер раніше.

Титул успадкував його онук Джон Генрі Джордж Крайтон. Він готувався до військової кар'єри в Королівському військовому коледжі та був призначений до Королівської кінної гвардії в 1927 році. Він отримав звання лейтенанта в 1930 році та залишив свою посаду в 1934 році. Він мав посади в урядах Стенлі Болдуїна та Невіла Чемберлена в 1936—1939 роках. Загинув під час Другої світової війни. Коли почалася Друга світова війна, він отримав звання майора Королівської кінної гвардії (у складі 12-го Королівського уланського корпусу Королівського бронетанкового корпусу) і Північно-Ірландської кінної гвардії. Він загинув у бою 23 травня 1940 року і був похований на кладовищі Вормхуд у Франції. У 1933 році лорд Ерн одружився з леді Девідемою Кетрін Синтією Мері Міллісент Булвер-Літтон (1909—1995) — донькою Віктора Булвер-Літтона — ІІ графа Літтона та Памели Плоуден. Разом вони жили в Небворті, Хартфордшир. У них були діти:
- Леді Розана Мері Крайтон (1932—2019), що одружилася з бароном Майклом Паулем Рабен-Левецау — другим сином графа Зігфріда Віктора Рабен-Левецау з Данії у 1956 році.
- Леді Антонія Памела Мері Крайтон (нар. 1934), одружилася у 1953 році. Після розлучення пошлюбила Чарльза Вільяма Беквіта в 1981 році.
- Генрі Крайтон (1937—2015), що одружився з Каміллою Робертс — старшою донькою авіатора Оуена Робертса (онука маршала Оуена Робертса) і двоюрідною сестрою ХІІ барона Фарнхема та троюрідною сестрою Х герцога Атолл.

Після його смерті в 1940 році, у віці 32 років, титули йому змінив його дворічний єдиний син Генрі. Його вдова леді Ерн пізніше пошлюбила консервативного політика «Монті» Вудхауса, від якого вона мала ще трьох дітей, у тому числі Крістофера Вудхауса, VI барона Террінгтон.
Титул успадкував Генрі Джордж Віктор Джон Крайтон, якого називали просто Гаррі Ерн. Він став VI графом Ерн у 1940 році. Він обіймав посаду лорд-лейтенанта графства Фермана в 1986—2012 роках. Після його смерті в 2015 році титул успадкував його син Джон Генрі Майкл Нініан Крайтон, що став VII графом Ерн.
Титул віконт Крайтон використовується як звертання ввічливості для спадкоємця титулу графа Ерн.
Родовим гніздом графів Ерн був замок Кром, що поблизу Ньютаунбатлера, графство Фермана, Ірландія.

## Барони Ерн (1768)
- Авраам Крейтон (бл. 1700—1772) — І барон Ерн
- Джон Крейтон (1731—1828) — ІІ барон Ерн (нагороджений титулом віконт Ерн у 1781 році)

## Віконти Ерн (1781)
- Джон Крейтон (1731—1828) — І віконт Ерн (нагороджений титулом граф Ерн у 1789 році)

## Графи Ерн (1789)
- Джон Крейтон (1731—1828) — І граф Ерн
- Абрахам Крейтон (1765—1842) — ІІ граф Ерн
- Джон Крайтон (1802—1885) — ІІІ граф Ерн (нагороджений титулом барон Фермана в 1876 році)
- Джон Генрі Крайтон (1839—1914) — IV граф Ерн
- Джон Генрі Джордж Крайтон (1907—1940) — V граф Ерн
- Генрі Джордж Віктор Джон Крайтон (1937—2015) — VI граф Ерн
- Джон Генрі Майкл Нініан Крайтон (1971 р. н.) — VII граф Ерн

Імовірним спадкоємцем титулу є двоюрідний брат нинішнього власника титулу — Чарльз Девід Блейні Крайтон (1953 р. н.). Спадкоємцем імовірного спадкоємця титулу є його син Олівер Чарльз Мартін Крайтон (1995 р. н.).